# Tom Kleffmann
Tom Kleffmann (* 13. duben 1960 Hannover) je německý protestantský teolog a od roku 2006 profesor systematické teologie na univerzitě v Kasselu .

## Kariéra
Studoval filozofii, historii a teologii v Göttingenu, kde byl jeho učitelem Jörg Baur, a v Tübingenu. V roce 1993 získal Dr. Theol. doktorát. Od roku 1997 do 2003 byl asistentem u Ringlebena. Během této doby byl v roce 1998 vysvěcen a 2001 byla uzavřena jeho habilitace. 2005-2006 byl hostujícím profesorem na Humboldtově univerzitě v Berlíně.

## Dílo
- Die Erbsündenlehre in sprachtheologischem Horizont. Eine Interpretation Augustins, Luthers und Hamanns, Mohr Siebeck, Tübingen 1994.
- Nietzsches Begriff des Lebens und die evangelische Theologie. Eine Interpretation Nietzsches und Untersuchungen zu seiner Rezeption bei Schweitzer, Tillich und Barth, Mohr Siebeck, Tübingen 2003, ISBN 3161477987
- Grundriß der Systematischen Theologie, Mohr Siebeck, Tübingen 2013.